# Nordens Sprogråd
Ekspertgruppen Nordens Sprogråd (ENS) er siden 2009 en ekspertgruppe under Nordisk Ministerråd med den opgave at realisere aftalerne i Helsingforsaftalen fra 1962 og senere aftaler, samt fokusere på sproglig rådgivning, særlig med hensyn til en stærk sprogforståelse hos børn og unge. Rådet består af 10 medlemmer, en fra hver af Danmark, Island, Norge, Sverige, Færøerne, Grønland og Åland, samt to fra Finland (en svensksproget og en finsksproget) og en fra Sametinget.7
Nordens Sprogråd blev oprettet efter nedlæggelsen af Nordisk Sprogråd, der siden 1997 havde som opgave at videreføre det nordiske sprogsamarbejde, der blev koordineret af Nordisk Sprogsekretariat 1978-1996.
Nordens Sprogråd har som opgave at varetage det nordiske sprogsamarbejde med de nordiske sprognævn som centrale partnere. Det skal endvidere arbejde for at styrke nordisk sprogforståelse og sprogbeherskelse, samt kendskabet til Nordens sprog. Rådet skal fremme en demokratisk sprogpolitik og styrke de nordiske sprogs stilling i og uden for Norden. Rådet er forpligtet til at tage udgangspunkt i Nordisk Ministerråds prioriteringer, men kan også tage selvstændige initiativer. Rådet har bl.a. støttet en omfattende undersøgelse af nordisk nabosprogsforståelse og en kortlægning af importen af engelske ord inden for Norden, og arbejdet for at nå frem til en fælles nordisk sprogdeklaration.
Rådet administrerer Nordplusmidlerne til fremme af forskning og undervisning og udgivelser inden for rådets område og har et formelt ansvar for de nordiske lektorer ved udenlandske universiteter. 